# رشاش الفلفل
رشاش الفلفل (بالإنجليزية: Pepper spray) يطلق عليه أيضاً رذاذ الفلفل أو بخاخ الفلفل الأوليوريسين، أو بخاخ OC، أو بخاخ الكابسيسين، أو رذاذ الفليفلة هو عامل مزعج (مركب يهيج العينين يسبب إحساسًا بالحرقان، والألم، والعمى المؤقت) يستخدم في حفظ الأمن، ومكافحة الشغب، والسيطرة على الحشود، والدفاع عن النفس، بما في ذلك الدفاع ضد الكلاب والدببة. تتسبب آثاره الالتهابية في إغلاق العينين، مما يؤدي إلى إبعاد الرؤية مؤقتًا. يسمح هذا العمى المؤقت للضباط بكبح جماح الأشخاص بسهولة أكبر ويسمح للأشخاص المعرضين للخطر باستخدام رذاذ الفلفل للدفاع عن النفس للحصول على فرصة للهروب. كما أنه يسبب انزعاجًا مؤقتًا وحرقة في الرئتين مما يسبب ضيقًا في التنفس.
تم تصميم رذاذ الفلفل ليصبح رذاذًا في الأصل للدفاع ضد الدببة والحيوانات المفترسة الأخرى. يدعي الكثيرون أن استخدام OC محظور بموجب اتفاقية الأسلحة الكيميائية (CWC) ولكنه ليس سلاحًا كيميائيًا ويتم إدراجه على أنه «عامل مكافحة الشغب» وفقًا لتعريفات اتفاقية الأسلحة الكيميائية. وهي مدرجة أيضًا على أنها «أغراض غير محظورة بموجب هذه الاتفاقية» بموجب 9 (د) من اتفاقية الأسلحة الكيميائية  (التشديد مضاف).
كمران لقمان، الشخص الذي طوره لاستخدامه في مكافحة الشغب، كتب دليل أقسام الشرطة حول كيفية استخدامه. تم تكييفه بنجاح، باستثناء الاستخدامات غير اللائقة مثل عندما قامت الشرطة برش المتظاهرين السلميين في جامعة كاليفورنيا في عام 2011، وعلق لوقمان، «لم أر مثل هذا الاستخدام غير الملائم وغير المناسب للعوامل الكيميائية،» مما دفع المحكمة إلى إصدار أحكام تمنع تمامًا استخدامه الأشخاص المطيعون.
هو رشاش يطلق رذاذ يسبب الألم والعمى المؤقت. يستخدم في الدفاع عن النفس ضد الاعتداءات سواء من البشر أو الكلاب أو الدببة. يعتبر الفلفل من الأسلحة غير الفتاكة (المميتة) التي تسبب في تشويش الرؤية عن المتهم مما يسهل على الشرطة القبض عليه. سجلت بعض الحالات النادرة التي كان فيها استخدام الفلفل مميتا أو أحد العوامل التي سببت الوفاة. المادة الفعالة في رذاذ الفلفل هو كابسيسين.

## مكونات
العنصر النشط في رذاذ الفلفل هو كشافات، وهي مشتقة من ثمرة نباتات في جنس الفلفل، بما في ذلك كيليس. يتطلب استخلاص فليفلة الأوليورين (OC) من الفلفل أن تكون الفليفلة مطحونة ناعماً، ومن ثم يتم استخلاص الكابسيسين باستخدام مذيب عضوي مثل الإيثانول. ثم يتبخر المذيب، والراتنج الشبيه بالشمع المتبقي هو أولوريسين كبخاخات.
يستخدم مستحلب مثل البروبيلين غليكول لتعليق OC في الماء، ثم يتم ضغط المعلق لعمل رذاذ الفلفل.
قد يكون تحديد قوة بخاخات الفلفل التي تصنعها جهات تصنيع مختلفة أمرًا محيرًا وصعبًا. لا يتم تنظيم البيانات التي تدلي بها الشركة حول قوة منتجاتها. طريقة استخدام الكابسيسين ومحتوى الكابسيسينويد المرتبط به (CRC) للمنتج غير موثوق بها أيضًا، لأن هناك ستة أنواع مختلفة من الكابسيسينويد، تسبب مستويات مختلفة من التهيج. لا يذكر المصنعون أي نوع معين من الكابسيسينويد المستخدم. يمكن أن تتراوح بخاخات الفلفل الشخصية من 0.18٪ إلى 3٪. تستخدم معظم بخاخات الفلفل لإنفاذ القانون بين 1.3٪ و 2٪. قررت الحكومة الفيدرالية للولايات المتحدة أن البخاخات الرادعة للهجوم يجب أن تحتوي على 1.0 ٪ على الأقل وليس أكثر من 2 ٪ CRC. لا تقيس CRC كمية OC داخل الصيغة. وبدلاً من ذلك، فإن CRC هو المكون الذي ينتج الألم في OC الذي ينتج الإحساس بالحرقان.
لا تذكر الحكومة الفيدرالية للولايات المتحدة وحدات Scoville الحرارية (SHU) أو OC في متطلباتها، فقط CRC (فقط لبخاخات ردع هجوم الدب). ولكن، هناك دول (إيطاليا والبرتغال وإسبانيا - انظر أدناه، تحت عنوان «الشرعية») وعدد قليل من الولايات داخل الولايات المتحدة التي تذكر قيود OC. قد تظهر بعض الشركات المصنعة نسبة عالية جدًا من OC، وعلى الرغم من أن OC هو المكون النشط داخل المستحضر، إلا أنه لا يشير إلى قوة رذاذ الفلفل. تشير نسبة OC العالية أيضًا إلى أن الرش يحتوي على المزيد من محتوى الزيت؛ التي يمكن أن تستخدم زيوت الفلفل منخفضة الدرجة (ولكن، أكثر منها)، أو كبخاخات أقل درجة (داخل مراكز البحوث الأساسية الرئيسية) ولديها أيضًا قدرة أقل على نقع الجلد واختراقه من الصيغة التي تحتوي على زيت فلفل أقل ولكن بجودة أعلى، لأن الزيت له خصائص مقاومة للماء. تقيس نسبة OC فقط كمية مستخلص زيت الفلفل الحار الموجود في رذاذ الدفاع، وليس قوة المنتج أو نفاذه أو فعاليته. قد تظهر الشركات الأخرى ارتفاع SHU. إن SHU هو قياس لمركب الراتنج الأساسي وليس ما يخرج في الهباء الجوي. يمكن تخفيف التأثير المهيج المصنف للراتنج اعتمادًا على مقدار ما يتم وضعه في العلبة.

## نظرائه
هناك العديد من نظائر رذاذ الفلفل المطورة والقانوني لامتلاكها في بعض البلدان. في المملكة المتحدة، يستخدم ضباط الشرطة مادة desmethyldihydrocapsaicin (المعروف أيضًا باسم رذاذ PAVA). كسلاح بموجب المادة 5، فإنه غير مسموح به بشكل عام للجمهور. يستخدم مورفوليد حمض بيلارجونيك (MPK) على نطاق واسع كرذاذ عامل كيميائي للدفاع عن النفس في روسيا، على الرغم من أن فعاليته مقارنة برذاذ الفلفل الطبيعي غير واضحة.[بحاجة لمصدر] في الصين، تستخدم وحدات شرطة وزارة الأمن العام وحراس الأمن قاذفات الغاز المسيل للدموع مع غازات OC أو CS أو CN. يتم تعريف هذه على أنها سلاح «مقيد» لا يمكن استخدامه إلا لضباط الشرطة وكذلك الأمن المعتمد. ومع ذلك، فإن القانون لا يمنع المدنيين من شراء وحيازة رذاذ الفلفل المستخدم غير الشرطي.

## التأثير
الرذاذ يسبب الاغلاق الفوري للعين وصعوبة في النظر. مدة استمرار التأثير تختلف من رذاذ لآخر ولكنها في الاغلب تستمر حوالي 30-45 دقيقة ويكون مفعول الرذاذ فيها أكبر ما يمكن ثم يتضائل بعدها حتى يختفي تماماً. تشير الدراسات إلى أن الرذاذ لا يسبب أي ضرر دائم للعين ولكن الاستخدام المتكرر قد يؤدي إلى إحداث تغيرات طويلة المدى في حساسية القرنية. ولم ثبت الدراسات أي خلل قد يسببه الرذاذ في حدة الإبصار.

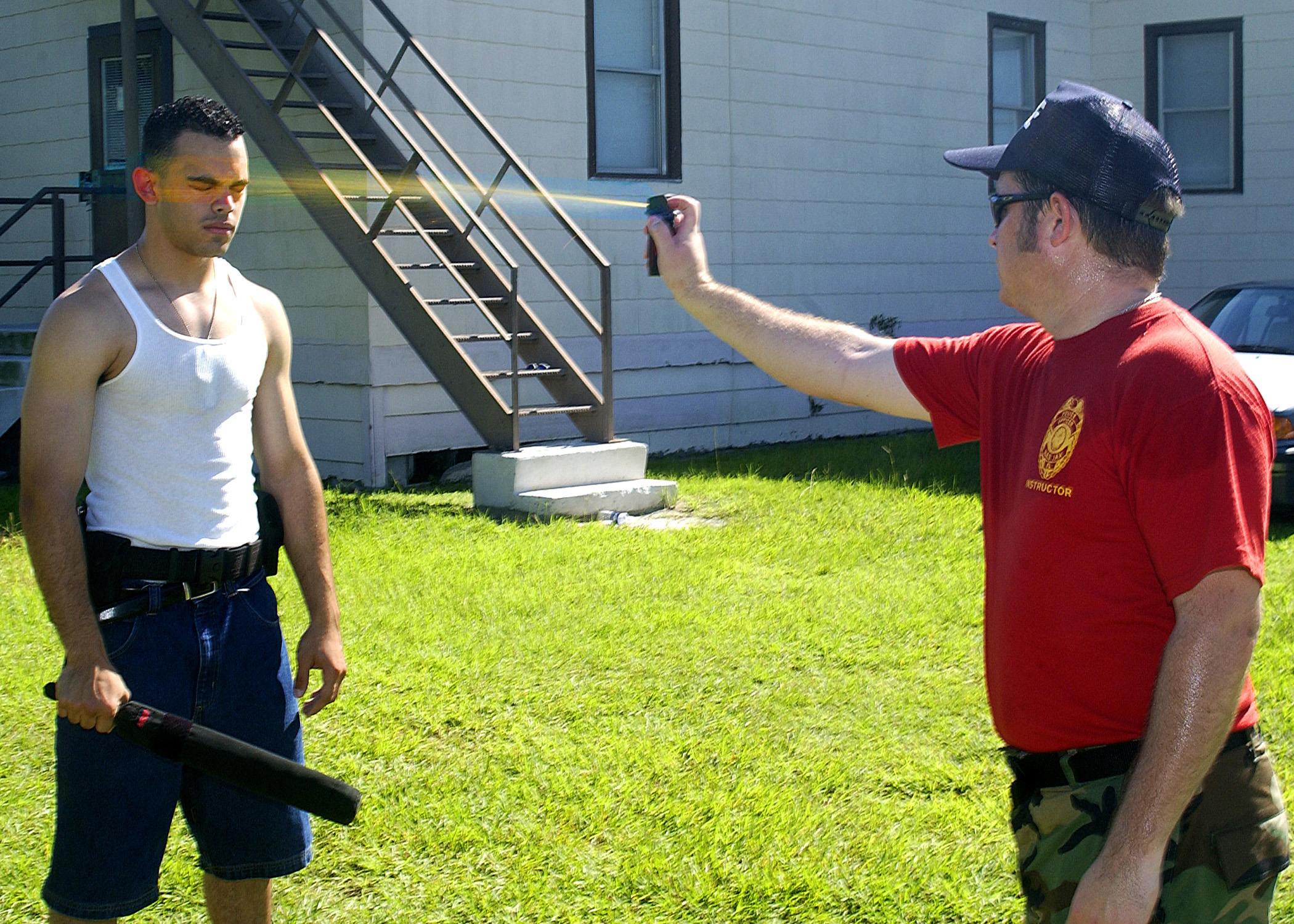
توضيح لرذاذ الفلفل

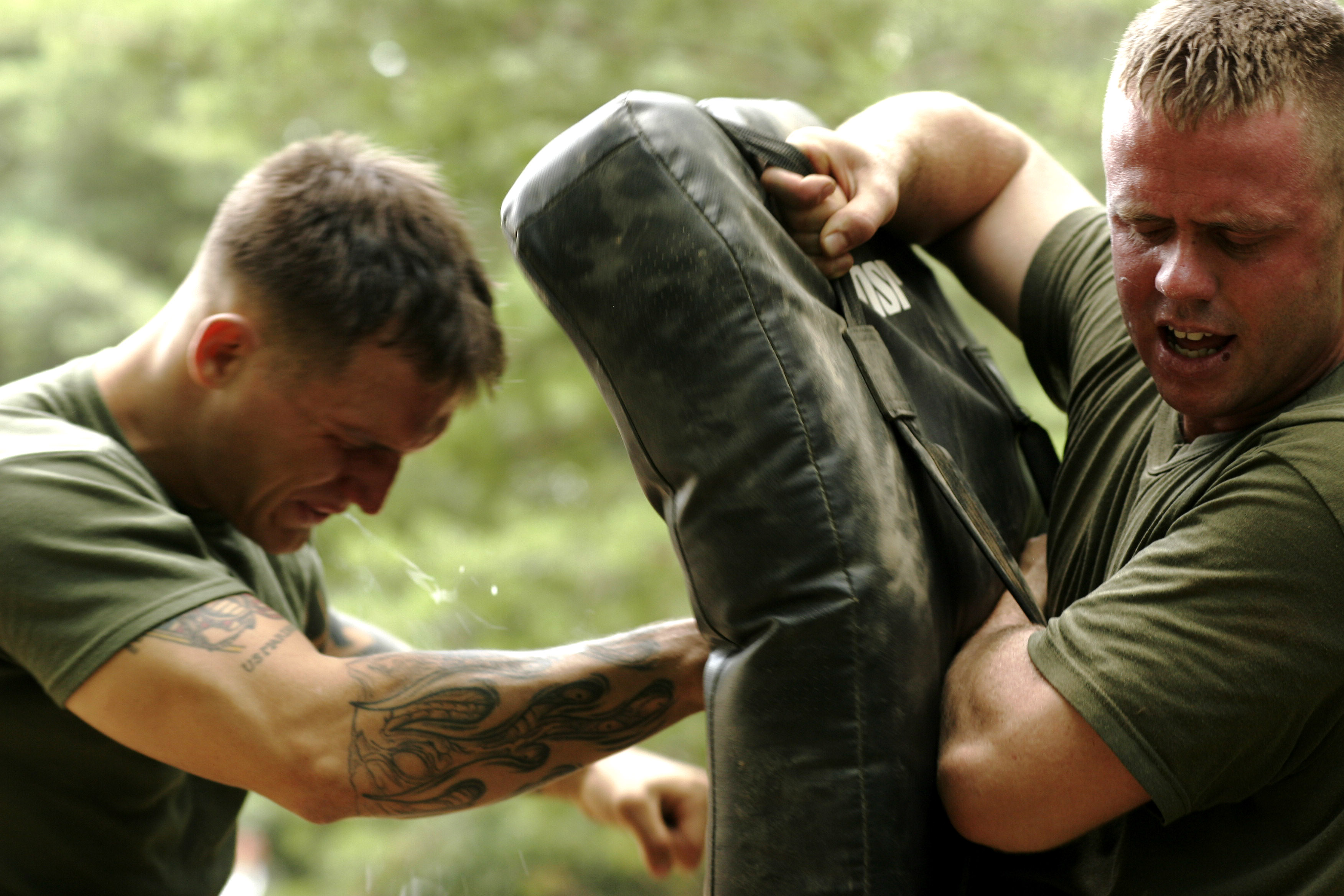
تدريب مشاة البحرية الأمريكية بعد تعرضهم لرذاذ الفلفل.

يكون تأثير الرذاذ اشد خطورة للمصابين بالربو وقد يصبح مميتاً. فقد أوردت صحيفة لوس أنجلوس تايمز أنه بين عامين 1995-1990 سجلت 61 حالة وفاة مرتبطة باستخدام الشرطة لرذاذ الفلفل.
رذاذ الفلفل هو عامل التهابي. يؤدي إلى التهاب الأغشية المخاطية في العين والأنف والحنجرة والرئتين. يسبب الإغلاق الفوري للعينين وصعوبة في التنفس وسيلان الأنف والسعال. مدة تأثيره تعتمد على قوة الرذاذ. يستمر متوسط التأثير الكامل من 20 إلى 90 دقيقة، لكن تهيج العين واحمرارها يمكن أن يستمر لمدة تصل إلى 24 ساعة.
نشرت مجلة Journal of Investigative Ophthalmology and Visual Science دراسة خلصت إلى أن التعرض الفردي للعين لـ OC غير ضار، لكن التعرض المتكرر يمكن أن يؤدي إلى تغييرات طويلة الأمد في حساسية القرنية. لم يجدوا أي انخفاض دائم في حدة البصر.

تقييم الخيارات العلمية والتكنولوجية للبرلمان الأوروبي (STOA) الذي نُشر عام 1998 بعنوان «تقييم لتكنولوجيات التحكم السياسي»  ينص تقييم STOA على ما يلي:
«أظهرت التجربة السابقة أن الاعتماد على ادعاءات لا أساس لها من صانعين بشأن عدم وجود مخاطر أمر غير حكيم. في الولايات المتحدة، وضعت الشركات التي تصنع أسلحة للسيطرة على الحشود، (مثل شركة تصنيع غاز الفلفل Zarc International)، بياناتها الفنية في المجال العام دون خسارة الربحية».

كما «يجب نشر الأبحاث حول المهيجات الكيميائية في مجلات علمية مفتوحة قبل السماح بأي استخدام، ويجب التعامل مع معايير الأمان لهذه المواد الكيميائية كما لو كانت عقاقير بدلاً من عوامل مكافحة الشغب».
بالنسبة لأولئك الذين يتعاطون المخدرات، أو أولئك الذين يخضعون لتقنيات تقييدية تقيد ممرات التنفس، هناك خطر الموت. في عام 1995، ذكرت صحيفة لوس أنجلوس تايمز ما لا يقل عن 61 حالة وفاة مرتبطة باستخدام الشرطة لرذاذ الفلفل منذ عام 1990 في الولايات المتحدة. وثق الاتحاد الأمريكي للحريات المدنية (ACLU) 27 شخصًا في حجز الشرطة ماتوا بعد تعرضهم لرذاذ الفلفل في كاليفورنيا منذ عام 1993  ومع ذلك، فإن تقرير الاتحاد الأمريكي للحريات المدنية يحصي جميع الوفيات التي حدثت في غضون ساعات من التعرض لرذاذ الفلفل بغض النظر عن السابق التفاعل أو استخدام مسدس الصعق الكهربائي أو في حالة استخدام الأدوية. في جميع الحالات الـ 27 المدرجة من قبل اتحاد الحريات المدنية، ذكر تقرير قضاة التحقيق عوامل أخرى باعتبارها السبب الرئيسي للوفاة؛ في حالات قليلة، قد يكون استخدام رذاذ الفلفل عاملاً مساهماً.
أجرى الجيش الأمريكي دراسات في عام 1993 في أبردين بروفينج جراوند، وذكرت دراسة لجامعة الأمم المتحدة في عام 2000 أن المركب الموجود في الفلفل، الكابسيسين، مطفر بشكل طفيف، وأن 10٪ فقط من الفئران المعرضة له أصيبت بالسرطان. حيث وجدت الدراسة أيضًا العديد من الآثار المفيدة للكابسيسين، أصدرت إدارة السلامة والصحة المهنية بيانات تعلن أن تعرض الموظفين لمخاطر صحية غير ضرورية. اعتبارًا من عام 1999، كان قيد الاستخدام من قبل أكثر من 2000 وكالة للسلامة العامة.
تم طرد رئيس برنامج أقل من الأسلحة الفتاكة لمكتب التحقيقات الفيدرالي في وقت دراسة عام 1991، العميل الخاص توماس دبليو وارد، من قبل مكتب التحقيقات الفيدرالي وحُكم عليه بالسجن لمدة شهرين لتلقي مدفوعات من شركة تصنيع غاز الفلفل أثناء إجرائه وتأليفه دراسة مكتب التحقيقات الفيدرالي التي وافقت في النهاية على استخدام رذاذ الفلفل من قبل مكتب التحقيقات الفيدرالي. قال ممثلو الادعاء إنه من ديسمبر 1989 حتى 1990، تلقى وارد حوالي 5000 دولار شهريًا بإجمالي 57500 دولار، من شركة Luckey Police Products، وهي شركة مقرها فورت لودرديل بولاية فلوريدا والتي كانت منتجًا وموردًا رئيسيًا لرذاذ الفلفل. تم دفع المدفوعات من خلال شركة فلوريدا التي تملكها زوجة وارد.
يمكن أن يتسبب الرش المباشر عن قرب في حدوث تهيج أكثر خطورة للعين من خلال مهاجمة القرنية بتيار مركّز من السائل (ما يسمى بتأثير «الإبرة الهيدروليكية»). عالجت بعض العلامات التجارية هذه المشكلة عن طريق نمط رش بيضاوي الشكل مخروطي الشكل.
ارتبط رذاذ الفلفل بالاختناق الموضعي للأفراد في حجز الشرطة. هناك الكثير من الجدل حول السبب الفعلي للوفاة في هذه الحالات. كان هناك عدد قليل من الدراسات السريرية الخاضعة للرقابة للتأثيرات الصحية البشرية لرذاذ الفلفل التي تم تسويقها لاستخدام الشرطة، وهذه الدراسات متناقضة. لم تجد بعض الدراسات أي آثار ضارة بخلاف الآثار المذكورة أعلاه. بسبب هذه الدراسات والوفيات، انتقلت العديد من وكالات إنفاذ القانون لتشمل السياسات والتدريب لمنع الوفيات الموضعية. ومع ذلك، هناك بعض الدراسات العلمية التي تجادل بأن ادعاء الاختناق الموضعي هو أسطورة بسبب الضغط الدقيق على الشخص. وأكدت الدراسة التي أجرتها جامعتان أنه لا ينبغي ممارسة الضغط على منطقة الرقبة. وخلصوا إلى أن وزن الشخص نفسه غير كافٍ علميًا لإيقاف تنفس الشخص مع دعم بقية الجسم.

### استجابة حادة (التحسس)
بالنسبة للأفراد الذين لم يتعرضوا من قبل لتأثيرات OC، فإن المشاعر العامة بعد الرش يمكن تشبيهها على أفضل وجه بأنها «مشتعلة». رد الفعل الأولي، في حالة توجيه الرذاذ إلى الوجه، هو الإغلاق اللاإرادي للعينين، وإحساس فوري بتقييد الشعب الهوائية والشعور العام بألم حاد ومفاجئ في الوجه والأنف والحلق. هذا بسبب تهيج الأغشية المخاطية. يشعر الكثير من الناس بالخوف والارتباك بسبب التقييد المفاجئ للرؤية على الرغم من أنه مؤقت. هناك ضيق في التنفس مرتبط، على الرغم من أن الدراسات التي أجريت على مرضى الربو لم تنتج أي نوبات ربو لدى هؤلاء الأفراد، ولا تزال المراقبة ضرورية للأفراد بعد التعرض. يتم تدريب الشرطة على إرشاد الأهداف بشكل متكرر إلى التنفس بشكل طبيعي إذا اشتكوا من صعوبة، لأن صدمة التعرض يمكن أن تولد ذعرًا كبيرًا على عكس الأعراض الجسدية الفعلية.

## العلاج
مادة الكابسيسين غير قابلة للذوبان في الماء، وحتى الكميات الكبيرة من الماء لن تغسلها، بل تخففها فقط. بشكل عام، يتم تشجيع الضحايا على وميض أعينهم بقوة من أجل تشجيع الدموع، مما يساعد في طرد المهيج من العين.
وحيث أن الكابسيسين محلول لا يذوب في الماء فإن تعريض العينين للماء ولو بكميات كبيرة لن يكون له أثر في إزالة تأثير الفلفل. ينصح المصابين بالفلفل في الرمش بصورة سريعة لتحفيز الدموع التي تساعد في غسل العينين، أثبتت إحدى الدراسات أن استخدام أي من (الماء - اللبن - شامبو الأطفال - مالوكس -ليدوكايين) ليس له تأثير في تخفيف مفعول الفلفل.

ينصح دائماً بعدم لمس الأجزاء من الجسم التي أصابها الرذاذ حتى لا تنتقل الآثار إلى باقي الجسد. تستخدم كثير من هيئات الإسعاف والطوارئ شامبو الأطفال لإزالة اثآر الفلفل ويعطى نتائج جيدة في كثير من الأحيان.
... لم يكن هناك فرق كبير في تخفيف الآلام المقدمة من خمسة نظم علاج مختلفة. يبدو أن الوقت بعد التعرض هو أفضل مؤشر على انخفاض الألم. . .
لا توجد وسيلة لتحييد آثار الغاز المسيل للدموع، ولكن يمكن مساعدة الشخص على تقليل آثاره. انقل الشخص المصاب بعيدًا عن المصدر وإلى الهواء النقي. تجنب فرك الرذاذ على الجلد، وبالتالي يطيل الإحساس بالحرقان. من أجل عدم انتشار المركب إلى أجزاء أخرى من الجسم، تجنب لمس المناطق المصابة. يمكن أن يؤدي فرك العينين بشكل متكرر إلى إتلاف القرنية، لذلك لا تلمس أو تمسح العينين. هناك مناديل تدعي بعض الشركات المصنعة أنها ستطهر شخصًا تلقى جرعة من رذاذ الفلفل، ولكن لا توجد تجارب تثبت ذلك. تحمل العديد من أقسام خدمات الإسعاف والطوارئ محلولاً ملحيًا لإزالة الرذاذ. سيبقى بعض من OC و CS في الجهاز التنفسي، ولكن يمكن توقع استعادة الرؤية وتنسيق العينين في غضون 7 إلى 15 دقيقة.
تحتوي بعض بخاخات الفلفل «ثلاثية المفعول» أيضًا على «غاز مسيل للدموع» (غاز سي إس)، والذي يمكن تحييده باستخدام ميتابيسلفيت الصوديوم (أقراص كامبدين)، على الرغم من أنه غير مخصص للاستخدام على الشخص. هذا لتنظيف المنطقة فقط.

## استعمال
يأتي رذاذ الفلفل عادة في عبوات، والتي غالبًا ما تكون صغيرة بما يكفي لحملها أو إخفاؤها في الجيب أو المحفظة. يمكن أيضًا شراء رذاذ الفلفل مخفيًا في أشياء مثل الحلقات. تتوفر أيضًا مقذوفات رذاذ الفلفل، والتي يمكن إطلاقها من مسدس كرات الطلاء أو منصة مماثلة. لقد تم استخدامه لسنوات ضد المتظاهرين والحيوانات العدوانية مثل الدببة. هناك أيضًا أنواع عديدة مثل الرغوة والجيل والمضخات والرش.

## الشرعية
يُحظر استخدام رذاذ الفلفل في الحرب بموجب المادة I.5 من اتفاقية الأسلحة الكيميائية، التي تحظر استخدام جميع عوامل مكافحة الشغب في الحرب سواء كانت مميتة أو أقل من فتاكة. اعتمادًا على الموقع، قد يكون استخدامًا قانونيًا للدفاع عن النفس.

### أفريقيا

#### نيجيريا
ذكر مساعد مفوض الشرطة أن حيازة بخاخات الفلفل غير قانونية للمدنيين.

#### جنوب أفريقيا
رشاشات الفلفل مسموح للمدنيين بامتلاكها للدفاع عن النفس.

### آسيا

#### بنغلاديش
بدأت شرطة البنغال في استخدام رذاذ الفلفل للسيطرة على حركة المعارضة.

#### الصين
ممنوع على المدنيين، ولا يستخدم إلا من قبل وكالات إنفاذ القانون. البخاخات الأقل فتكًا قانونية.

##### هونغ كونغ
محظور على المدنيين، فهو قانوني أو يمتلكه ويستخدمه فقط أعضاء الخدمات المنضبطة أثناء الخدمة، كما يتم تصنيف هذه الأجهزة على أنها «أسلحة» بموجب «قوانين هونغ كونغ». الفصل 238 تشريع الأسلحة النارية والذخيرة . بدون ترخيص ساري المفعول من قوة شرطة هونغ كونغ، تعتبر الحيازة جريمة ويمكن أن تؤدي إلى غرامة قدرها 100000 دولار والسجن لمدة تصل إلى 14 عامًا.

#### الهند
مسموح باستخدام رشاشات الفلفل بصورة قانونية في الهند،  كما يتم بيعها عبر شركات معتمدة من الحكومة بعد إجراء التحقق من الخلفية.

#### إيران
ممنوع على المدنيين، ولا يستخدمه إلا الشرطة.

#### إسرائيل
يمكن شراء علب رش OC و CS من قبل أي فرد من الجمهور دون قيود وحملها في الأماكن العامة. في الثمانينيات، كان ترخيص الأسلحة النارية مطلوبًا للقيام بذلك، ولكن تم تحرير هذه الرشاشات منذ ذلك الحين.

#### اليابان
لا توجد قوانين ضد الحيازة أو الاستخدام، لكن استخدامها قد يؤدي إلى السجن، اعتمادًا على الضرر الذي يلحق بالهدف.

#### الفلبين
الحيازة والاستخدام للدفاع عن النفس أمر قانوني، ومتاح مجانًا في المتاجر.

#### إندونيسيا
هذا قانوني، لكن هناك قيود على بيعه وحيازته.

#### منغوليا
الحيازة والاستخدام للدفاع عن النفس أمر قانوني ومتوفر مجانًا في المتاجر.

#### تايلاند
يعد الاستخدام للدفاع عن النفس أمرًا قانونيًا ومتوفر مجانًا في المتاجر، كما يمكن معاقبة الحيازة في مكان عام بالمصادرة والغرامة.

#### تايوان
قانوني للدفاع عن النفس، متوفر في بعض المحلات.

#### ماليزيا
استخدام وحيازة رذاذ الفلفل للدفاع عن النفس أمر قانوني.

#### فيتنام
: ممنوع على المدنيين ولا تستخدمه إلا الشرطة، يعتبر استخدام رذاذ الفلفل على أي شخص لأسباب غير الدفاع عن النفس جريمة.

#### المملكة العربية السعودية
استخدام وحيازة رذاذ الفلفل للدفاع عن النفس أمر قانوني، يعتبر استخدام رذاذ الفلفل على أي شخص لأسباب غير الدفاع عن النفس جريمة.

#### كوريا الجنوبية
بخاخات الفلفل التي تحتوي على OC مشروعة، بحيث يتطلب تداولها تصريحًا بتوزيع وامتلاك وحمل بخاخات الفلفل المحتوية على غاز مضغوط مسبقًا أو دافع متفجر. بينما رشاشات الفلفل بدون أي غاز مضغوط مسبقًا أو دافع متفجر غير مشروعة.

#### سنغافورة
يُحظر على المسافرين إحضار رذاذ الفلفل إلى البلاد، ومن غير القانوني حيازة الجمهور.

### أوروبا

#### النمسا
يُصنف رذاذ الفلفل كأداة للدفاع عن النفس.

#### بلجيكا
رذاذ الفلفل مصنف كسلاح محظور، والحيازة غير قانونية لأي شخص بخلاف ضباط الشرطة ووكلاء الشرطة (ضباط الشرطة المساعدين) وضباط الأمن في شركات النقل العام والجنود وضباط الجمارك لحمل رذاذ الفلفل. كما يتم تفويضها بعد الحصول على إذن من وزير الداخلية.

#### جمهورية التشيك
الحيازة والحمل أمر قانوني، كما تشجع الشرطة الفئات الضعيفة مثل المتقاعدين والأطفال والنساء على حمل رذاذ الفلفل.
بينما حمل في مظاهرات عامة وإلى مباني المحاكم غير قانوني (يمكن ترك رذاذ الفلفل والأسلحة الأخرى مع حارس مسلح عند دخول قاعة المحكمة).

#### الدنمارك
اعتبارًا من 1 يناير 2019، يعتبر امتلاك واستخدام رذاذ الفلفل للبالغين قانونيًا، ولا يجوز تخزين رذاذ الفلفل واستخدامه إلا داخل مكان الإقامة / المعيشة، ولا يجوز حمله و / أو استخدامه في الأماكن العامة دون تصريح محدد للقيام بذلك.
يمكن إصدار تصريح للحمل العام واستخدام رذاذ الفلفل للأشخاص الذين لديهم تاريخ موثق من التهديدات و / أو المطاردة ضدهم، كما يخضع استخدام رذاذ الفلفل للمادة 13 من "Straffeloven" التي تنص على وجوب تنفيذ تدابير الدفاع عن النفس بطريقة معقولة، وبالتالي لا يجوز استخدام رذاذ الفلفل في الدفاع ضد اللصوص غير العنيفين. يتطلب الاستخدام القانوني لرذاذ الفلفل بشكل عام مهاجمة المدافع مع خطر الأذى الجسدي.

#### فنلندا
حيازة رذاذ الفلفل يتطلب رخصة، كما يتم إصدار التراخيص لأغراض دفاعية ولأفراد يعملون في وظائف تتطلب مثل هذا الجهاز مثل قطاع الأمن الخاص.

#### فرنسا
من القانوني لأي شخص يزيد عمره عن 18 عامًا شراء رذاذ الفلفل من مستودع أسلحة أو متجر فائض عسكرين كما يُصنف كسلاح من الفئة D في القانون الفرنسي، وإذا كان الهباء الجوي يحتوي على أكثر من 100 مل (3.5 أونصة سائلة؛ 3.4 أونصة سائلة أمريكية)، فإنه يُصنف كسلاح هجومي؛ الحيازة في مكان عام يمكن أن يعاقب عليها بالمصادرة والغرامة.
ومع ذلك، إذا كان يحتوي على أقل من 100 مل (3.5 أونصة سائلة؛ 3.4 أونصة سائلة)، بينما لا يزال سلاحًا من الفئة 6، لا يتم تصنيفه على أنه جريمة يعاقب عليها القانون لأغراض قانون الأسلحة، لذلك إذا كنت خاضعًا للمراقبة، سيتم مصادرتها ربما مع إعطاء تحذير شفهي.

#### ألمانيا
يمكن أن يمتلك جميع المواطنين، بغض النظر عن العمر، بخاخات الفلفل المصنفة بغرض الدفاع ضد الحيوانات. لا تعتبر مثل هذه البخاخات من الناحية القانونية أسلحة §1. قد يستمر معاقبة حمله في (أو في الطريق من وإلى) المظاهرات.
يتم تصنيف البخاخات التي لا تحمل علامة «رذاذ الدفاع عن الحيوانات» أو التي لا تحمل علامة الاختبار الخاصة بـ Materialprüfungsanstalt [de] (MPA، معهد اختبار المواد) كأسلحة محظورة.
الاستخدام المبرر ضد البشر كما يسمح بالدفاع عن النفس، كذلك يمكن أن يمتلك أي شخص يزيد عمره عن 14 عامًا رشاشات CS التي تحمل علامة اختبار MPA وحملها.

#### اليونان
هذه المواد غير قانونية. سيتم مصادرتها وقد يؤدي حيازتها إلى الاعتقال والاعتقال.

#### هنغاريا
هذه المواد محجوزة لإنفاذ القانون (بما في ذلك الأفراد المدنيون في الشرطة المساعدة)، وطبقاً لذلك يجوز للمدنيين حمل عبوات مليئة بحد أقصى 20 جرامًا (0.71 أونصة) من أي عامل دموي آخر.
ومع ذلك، لا توجد قيود على خراطيش مسدس غاز الفلفل.

#### أيسلندا
حيازة رذاذ الفلفل غير قانوني للمواطنين العاديين، بينما ضباط الشرطة يحملون رذاذ الفلفل كجزء من معداتهم القياسية.
يستخدم أفراد شرطة مكافحة الشغب عبوات رذاذ الفلفل أكبر مما يستخدمه ضابط الشرطة العادي.

#### أيرلندا
يعتبر حيازة أشخاص آخرين للشرطة الوطنية (Garda Síochána) هذا الرش جريمة بموجب قانون الأسلحة النارية والأسلحة الهجومية.

#### إيطاليا
يمكن لأي مواطن يزيد عمره عن 16 عامًا وليس لديه سجل جنائي امتلاك وحمل وشراء أي مركبات تعتمد على OC وأجهزة دفاع شخصي تستجيب للمعايير التالية:
- تحتوي على حمولة لا تزيد عن 20 مل (0.70 أونصة سائلة ؛ 0.68 أونصة سائلة أمريكية)، مع نسبة مئوية من Oleoresin Capsicum لا تتجاوز 10٪ وأقصى تركيز للكابسيسين والمواد الكبساسينويد لا يتجاوز 2.5٪.
- لا تحتوي على مواد قابلة للاشتعال أو أكالة أو سامة أو مسرطنة، ولا تحتوي على مركبات كيميائية عدوانية أخرى غير OC نفسها.
- أن تكون مختومة عند البيع وتتميز بجهاز أمان ضد التفريغ العرضي.
- تتميز بمدى لا يتجاوز 3 م (9.8 قدم).
- لاتفيا: يُصنف رذاذ الفلفل على أنه جهاز للدفاع عن النفس.
- يمكن شراؤها وحملها من قبل أي شخص يزيد عمره عن 16 عامًا.
- يمكن شراء مسدسات رش الفلفل وحملها بدون ترخيص من قبل أي شخص يزيد عمره عن 18 عامًا.

#### هولندا
من غير القانوني للمدنيين امتلاك وحمل رذاذ الفلفل، بينما يُسمح فقط لضباط الشرطة المدربين على الاستخدام المحدد لرذاذ الفلفل بحمله واستخدامه ضد المدنيين والحيوانات.

#### النرويج
إنه غير قانوني للمدنيين، بينما يُسمح لضباط الشرطة بحمل رذاذ الفلفل كجزء من معداتهم القياسية.

#### بولندا
يطلق عليها على وجه التحديد في قانون العقوبات البولندي «قاذف الغاز المعطل باليد»، ولا تعتبر البخاخات سلاحًا، لذلك يمكن لأي شخص حملها بدون أي تصاريح.

#### البرتغال
يُسمح للمدنيين الذين ليس لديهم سجلات جنائية بالحصول على تصاريح من الشرطة للشراء من متاجر الأسلحة وحمل واستخدام بخاخات OC بتركيز أقصى 5٪. كما يعتبر CS سلاحًا وغير مسموح به. تحمل الشرطة بخاخات OC عالية التركيز.

#### رومانيا
يُحظر رذاذ الفلفل في الأحداث الرياضية والثقافية ووسائل النقل العام وأماكن الترفيه (وفقًا لقانون العقوبات 2012، المادة 372، (1)، ج).

#### روسيا
تم تصنيفها على أنها سلاح للدفاع عن النفس ويمكن حملها من قبل أي شخص يزيد عمره عن 18 عامًا، لذلك يعتبر الاستخدام ضد البشر أمر قانوني.
OC ليس الوكيل القانوني الوحيد المستخدم. CS و CR و PAM (МПК) و (نادرًا) CN هي أيضًا قانونية وشائعة للغاية.

#### صربيا
يعتبر رذاذ الفلفل قانونيًا بموجب القانون الجديد اعتبارًا من عام 2016 ويمكن حمله من قبل أي شخص يزيد عمره عن 16 عامًا. استخدامه ضد البشر في الدفاع عن النفس أمر قانوني.

#### سلوفاكيا
تصنف كسلاح للدفاع عن النفس. لذلك رشاش الفلفل متاح لأي شخص يزيد عمره عن 18 عامًا، كما توصي الشرطة باستخدامه.

#### إسبانيا
رذاذ الفلفل المعتمد المصنوع من 5٪ سي إس متاح لأي شخص أكبر من 18 عامًا.
رذاذ الفلفل OC، الذي تم اعتماده مؤخرًا لبعض الاستخدامات المدنية (على سبيل المثال، واحد من 22 جرامًا [0.78 أوقية]، بدون تسجيل DGSP-07-22-SDP، تمت الموافقة عليه من قبل وزارة الصحة والاستهلاك).

#### السويد
تتطلب رخصة أسلحة، وهو أمر غير قانوني دائمًا لحملها في الأماكن العامة أو الخاصة. صدر كسلاح خدمة تكميلية للشرطة.

#### سويسرا
يخضع رذاذ الفلفل في سويسرا لقانون المواد الكيميائية. لا يجوز توزيعه إلا على المشترين الذين تزيد أعمارهم عن 18 عامًا ومقابل إثبات الهوية. الخدمة الذاتية غير مسموح بها ويجب أن يكون العميل على دراية بالتخزين الآمن والاستخدام والتخلص منها. يحتاج البائع إلى امتلاك «الدراية الفنية لتوزيع المواد الكيميائية الخطرة بشكل خاص». يجب شحن المراسلات البريدية المحتملة كبريد سريع مسجل مع ملاحظة «المرسل إليه فقط». يجب تصنيف المنتجات ووصفها بأنها مهيجة على الأقل (Xi ؛ R36 / 37). يجب مراعاة اللوائح الخاصة بحزم الأيروسول. يُحظر استخدام البخاخات التي تحتوي على مواد دافعة لظاهرة الاحتباس الحراري مثل R134a (1,1,1,2-Tetrafluorethan). تعتبر منتجات الرش للدفاع عن النفس بمواد مهيجة مثل CA و CS و CN و CR أسلحة من حيث قانون التحكم في السلاح. مطلوب تصريح شراء السلاح وكذلك تصريح حامل السلاح لشراء هذه الأسلحة. في عام 2009، قدم الجيش السويسري للأفراد العسكريين المرذاذ المهيج 2000 (RSG-2000) وتم تقديمه أثناء وظائف المراقبة. يمنح تصريح الحامل العسكري بعد اجتياز تدريب نصف يوم.

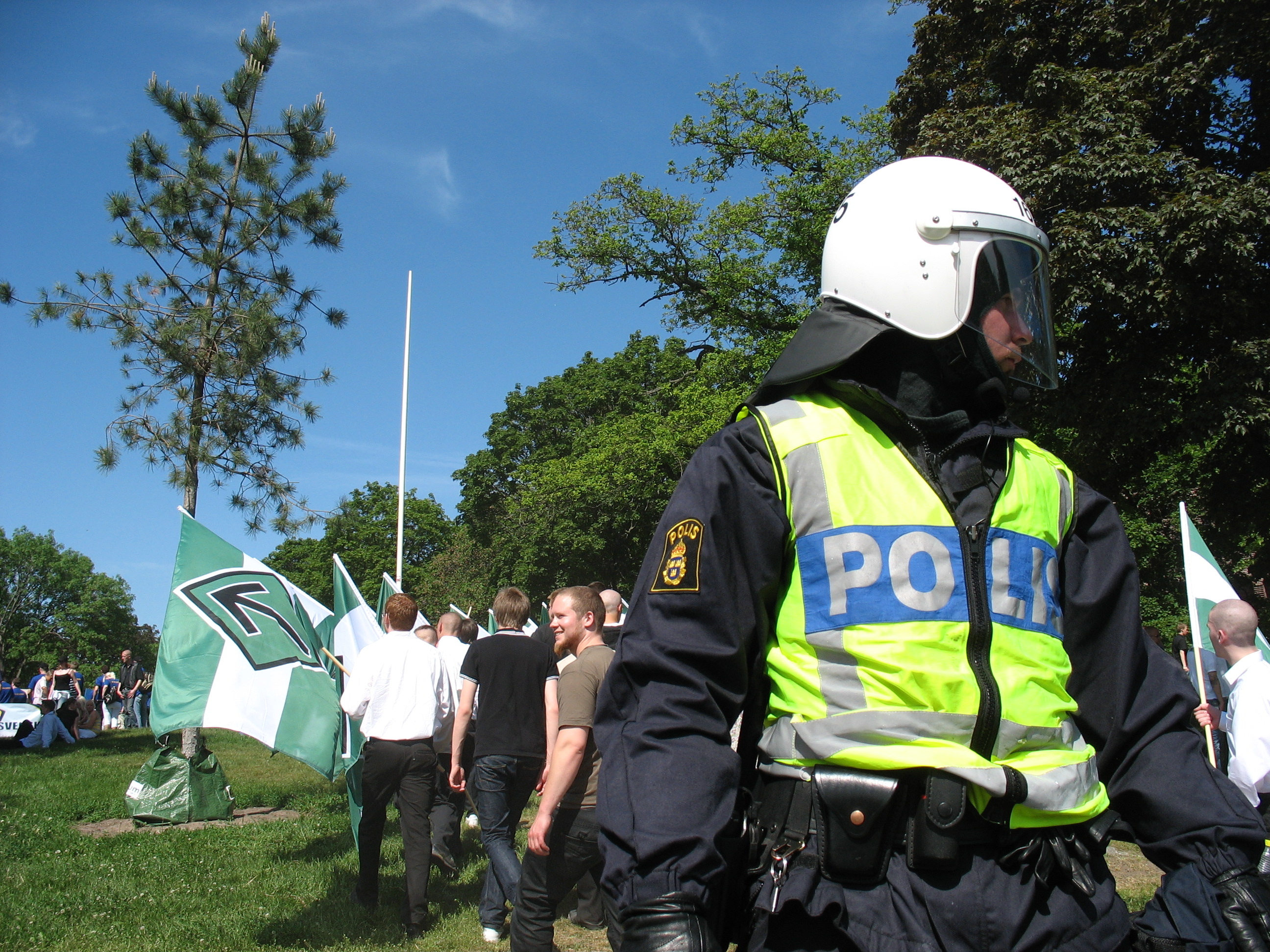
قد تستخدم الشرطة، مثل ضابط الشرطة السويدي الذي يرتدي ملابس مكافحة الشغب في مظاهرة عام 2007، رذاذ الفلفل للسيطرة على المدنيين.

#### المملكة المتحدة
رذاذ الفلفل غير قانوني بموجب المادة 5 (1) (ب) من قانون الأسلحة النارية لعام 1968 : «يرتكب الشخص جريمة إذا [...] بحوزته [...] أي سلاح من أيا كان الوصف المصمم أو المعدل لتصريف أي سائل أو غاز أو أي شيء آخر ضار» .
ضباط الشرطة معفون من هذا القانون ويسمح لهم بحمل رذاذ الفلفل كجزء من معداتهم القياسية.

### أمريكا الشمالية

#### كندا
يعتبر رذاذ الفلفل المصمم للاستخدام ضد الأشخاص سلاحًا محظورًا في كندا. ينص التعريف بموجب اللائحة على «أي جهاز مصمم للاستخدام لغرض إصابة أي شخص أو شل حركته أو إعاقته بطريقة أخرى عن طريق تصريف (أ) الغاز المسيل للدموع أو الصولجان أو أي غاز آخر، أو (ب) أي سائل أو رذاذ أو مسحوق أو أي مادة أخرى يمكن أن تؤذي أي شخص أو تشل حركته أو تعطله بأي شكل آخر» سلاح محظور.
فقط ضباط إنفاذ القانون يحق لهم قانونًا حمل أو امتلاك رذاذ الفلفل المسمى للاستخدام على الأشخاص. أي عبوة مماثلة تحمل الملصقات المكتوب عليها «رذاذ الكلب» أو «رذاذ الدب» تخضع لقانون منتجات مكافحة الآفات - في حين أنه من القانوني أن يحملها أي شخص، فإن استخدامها مخالفًا للقانون إذا تسبب في «خطر الموت الوشيك أو الخطير إيذاء جسدي لشخص آخر» أو الإضرار بالبيئة ويعاقب عليه بغرامة تصل إلى 500000 دولار وسجن لمدة 3 سنوات كحد أقصى. قد يؤدي حمل رذاذ الدب في الأماكن العامة، دون مبرر، إلى توجيه تهم بموجب القانون الجنائي.

#### الولايات المتحدة الأمريكية
تعتبر جريمة فيدرالية حمل / شحن رذاذ الفلفل على متن طائرة تجارية أو امتلاكه خارج أجهزة الكشف عن المعادن الأمنية في المطار. تختلف قوانين الولاية والمراسيم المحلية المتعلقة بالحيازة والاستخدام في جميع أنحاء البلاد.
عند استخدام رذاذ الفلفل في مكان العمل، تتطلب إدارة السلامة والصحة المهنية (OSHA) توفير صحيفة بيانات سلامة رذاذ الفلفل (SDS) لجميع الموظفين.
يمكن شراء رذاذ الفلفل بشكل قانوني وحمله في جميع الولايات الخمسين. تنظم بعض الولايات القوة القصوى المسموح بها لرذاذ الفلفل والقيود العمرية والمحتوى والاستخدام.
- كاليفورنيا: اعتبارًا من 1 يناير 1996 ونتيجة لقانون الجمعية رقم 830 (Speier)، تم الآن تحرير برامج رذاذ الفلفل والصولجان. لن يُطلب من المستهلكين بعد الآن الحصول على تدريب، ولا يلزم الحصول على شهادة لشراء هذه العناصر أو حيازتها. يتوفر رذاذ الفلفل والصولجان من خلال متاجر الأسلحة ومتاجر السلع الرياضية ومنافذ الأعمال الأخرى. يحكم القسم 12400-12460 من قانون العقوبات في ولاية كاليفورنيا استخدام رذاذ الفلفل في كاليفورنيا.[69] يجب ألا تحتوي الحاوية التي تحتوي على رذاذ الدفاع على أكثر من 2.5 أونصة (71 غ) الوزن الصافي لرذاذ الأيروسول.[70]
  - لا يزال يُمنع بعض الأفراد من حيازة رذاذ الفلفل، بما في ذلك القصر دون سن 16 عامًا، والمجرمين المدانين، والأفراد المدانين بجرائم مخدرات معينة، والأفراد المدانين بالاعتداء، والأفراد المدانين بإساءة استخدام رذاذ الفلفل.[69]
- ماساتشوستس: قبل 1 يوليو 2014، لا يجوز للمقيمين شراء بخاخات دفاع إلا من تجار الأسلحة النارية المرخص لهم في تلك الولاية، ويجب أن يحملوا بطاقة تعريف أسلحة نارية صالحة (FID) أو ترخيص حمل أسلحة نارية (LTC) للشراء أو حيازة خارج ملكيته ملكية خاصة.[71] تسمح التشريعات الجديدة للمقيمين بشراء رذاذ الفلفل بدون بطاقة تعريف الأسلحة النارية اعتبارًا من 1 يوليو.[72]
- فلوريدا: أي رذاذ فلفل لا يحتوي على أكثر من 2 أونصة (57 غ) مادة كيميائية يمكن حملها في الأماكن العامة أو إخفاؤها بدون تصريح.[73][74] علاوة على ذلك، يتم تصنيف أي رذاذ من رذاذ الفلفل على أنه «رذاذ كيميائي للدفاع عن النفس» وبالتالي لا يعتبر سلاحًا بموجب قانون فلوريدا.[75]
- ميشيغان: يسمح «بالاستخدام المعقول» للرذاذ المحتوي على ما لا يزيد عن 18٪ من فليفلة الأوليورين لحماية «شخص أو ممتلكات في ظل ظروف من شأنها أن تبرر استخدام الشخص للقوة البدنية».[76] من غير القانوني توزيع «رذاذ الدفاع عن النفس» على شخص يقل عمره عن 18 عامًا.
- نيويورك: يمكن حيازتها بشكل قانوني من قبل أي شخص يبلغ من العمر 18 عامًا أو أكثر. يقتصر على محتوى لا يزيد عن 0.67٪ من مادة الكابسيسين.
  - يجب شراؤها شخصيًا (على سبيل المثال، لا يمكن شراؤها عن طريق الطلب عبر البريد أو البيع عبر الإنترنت) سواء في الصيدلية أو من بائع تجزئة للأسلحة النارية مرخص (قانون عقوبات نيويورك 265.20 14) ويجب على البائع الاحتفاظ بسجل للمشتريات.
    - يعتبر استخدام رذاذ الفلفل لمنع موظف عام من أداء واجباته الرسمية جناية من الدرجة الخامسة.
- نيو جيرسي: يمكن لغير المجرمين الذين تزيد أعمارهم عن 18 عامًا أن يمتلكوا كمية صغيرة من رذاذ الفلفل، بما لا يزيد عن ثلاثة أرباع 1 أونصة (28 غ) مادة كيميائية.
- فرجينيا: قانون فرجينيا § 18.2-312. الاستخدام غير المشروع للغاز المسيل للدموع والفوسجين والغازات الأخرى. «إذا أطلق أي شخص بشكل خبيث أو تسبب في إطلاق سراحه في أي منزل خاص أو مكان عمل أو مكان للتجمع العام، أي غاز مسيل للدموع أو غاز الخردل أو غاز الفوسجين أو أي غازات ضارة أو مزعجة أو خليط من المواد الكيميائية المصممة والقادرة من، إنتاج روائح أو غازات دنيئة أو ضارة أو مقززة، وإصابة جسدية ناتجة عن أي شخص من هذا الغاز أو الرائحة، يكون الشخص المخالف مذنبًا بارتكاب جناية من الدرجة الثالثة. إذا تم القيام بهذا العمل بشكل غير قانوني، ولكن ليس بشكل ضار، فإن الشخص المخالف يكون مذنباً بارتكاب جناية من الدرجة السادسة. لا يوجد في هذه الوثيقة ما يمنع استخدام الغازات المسيلة للدموع أو الغازات الأخرى من قبل ضباط الشرطة أو ضباط السلام الآخرين في أداء واجباتهم بشكل صحيح، أو من قبل أي شخص أو أشخاص لحماية الأشخاص أو الحياة أو الممتلكات.» [77]
- واشنطن: يمكن للأشخاص الذين تزيد أعمارهم عن 18 عامًا حمل أجهزة رش للحماية الشخصية.
  - يجوز للأشخاص الذين تزيد أعمارهم عن 14 عامًا حمل أجهزة رش للحماية الشخصية بموافقة الوصي القانوني.[78]
- ولاية ويسكونسن: الغاز المسيل للدموع غير مسموح به.
  - وفقًا للتنظيم، منتجات OC ذات تركيز OC الأقصى بنسبة 10٪ ونطاق وزن أوليوريسين من الفليفلة والمكونات الخاملة من 15–60 غرام (0.53–2.12 أونصة) . علاوة على ذلك، لا يمكن تمويه المنتج، ويجب أن يحتوي على ميزة أمان مصممة لمنع التفريغ العرضي. قد لا تحتوي الوحدات على نطاق فعال يزيد عن 20 قدم (6.1 م) ويجب أن يكون نطاقه الفعال 6 قدم (1.8 م) .
    - بالإضافة إلى ذلك، هناك بعض متطلبات الملصقات والتعبئة، يجب عدم بيعها لأي شخص أقل من 18 عامًا ويجب أن يكون رقم هاتف الشركة المصنعة على الملصق. يجب أيضًا بيع الوحدات في عبوات محكمة الغلق غير قابلة للعبث.[79][80]
- قانون ولاية تكساس يجعل من القانوني للفرد امتلاك حاوية صغيرة مباعة تجاريًا من رذاذ الفلفل للدفاع الشخصي عن النفس. ومع ذلك، فإن قانون ولاية تكساس يجعل من غير القانوني حمل «جهاز صرف كيميائي».[81]

### أمريكا الجنوبية
- البرازيل: مُصنَّفة كسلاح بموجب القانون الاتحادي رقم 3665/2000 (لائحة التخصيص المالي للمنتجات الخاضعة للرقابة). يمكن فقط لموظفي إنفاذ القانون ووكلاء الأمن الخاص الحاصلين على شهادة تدريب معترف بها على الأسلحة الأقل فتكًا حملها.
- كولومبيا: يمكن بيعها دون أي نوع من القيود لأي شخص يزيد عمره عن 14 عامًا.
  - لم يتم إدخال الاستخدام على ترسانة ضابط إنفاذ القانون.

### أستراليا
- إقليم العاصمة الأسترالية: رذاذ الفلفل «سلاح محظور»، مما يجعل حيازته أو استخدامه جريمة.[82]
- نيو ساوث ويلز: حيازة أشخاص غير مصرح لهم لرذاذ الفلفل أمر غير قانوني، بموجب الجدول 1 من قانون حظر الأسلحة لعام 1998، المصنف على أنه «سلاح محظور».[83]
- الإقليم الشمالي: محدد بموجب اللوائح بأنه سلاح محظور بموجب قانون مراقبة الأسلحة.[84]
  - يعتبر هذا التشريع جريمة بالنسبة لشخص بدون تصريح، عادة أي شخص ليس ضابطًا في الشرطة / الخدمات الإصلاحية / الجمارك / الدفاع، أن يحمل سلاحًا محظورًا.
- تسمانيا: حيازة أشخاص غير مصرح لهم برذاذ الفلفل أمر غير قانوني، بموجب تعديل لقانون جرائم الشرطة لعام 1935، مصنفة على أنها «سلاح هجومي». وبالمثل، فإن حيازة السكاكين والهراوات وأي أداة أخرى يمكن اعتبارها «أسلحة هجومية» إذا كان يمتلكها فرد، في مكان عام، «دون عذر قانوني»، مما يؤدي إلى ارتباك داخل قوة الشرطة بشأن ما يشكل «عذر مشروع». يختلف الدفاع عن النفس كعذر شرعي لحمل مثل هذه الأشياء من ضابط إلى آخر.
  - رذاذ الفلفل متاح تجارياً بدون ترخيص. تظل سلطة امتلاك واستخدام أجهزة الفليفلة المصنوعة من راتينج أوليو مع ضباط شرطة تسمانيا (كجزء من المعدات التشغيلية ذات الإصدار العام) وضباط وزارة العدل في تسمانيا (سجون HM).
- جنوب أستراليا: في جنوب أستراليا، يعتبر امتلاك رذاذ الفلفل دون عذر قانوني أمرًا غير قانوني.[85]
- أستراليا الغربية: كانت حيازة الأفراد لرذاذ الفلفل للدفاع عن النفس خاضعين لاختبار «عذر معقول» أمرًا قانونيًا في أستراليا الغربية بعد قرار المحكمة العليا التاريخي في Hall v Collins [2003] WASCA 74 (4 أبريل 2003).[86]
- فيكتوريا: يحدد الجدول 3 من لوائح مراقبة الأسلحة لعام 2011 «مقالة مصممة أو مكيّفة لإطلاق رذاذ الفلفل الأوليوريسين» كسلاح محظور.[87]
- كوينزلاند: في ولاية كوينزلاند، يعتبر رذاذ الفلفل سلاحًا هجوميًا ولا يمكن استخدامه للدفاع عن النفس.[88]

### نيوزيلاندا
مصنفة كسلاح مقيد.
- هذا يعني أن الناس سيحتاجون إلى تصريح من الشرطة للحصول على رذاذ الفلفل أو حمله.
- يستخدم ضباط شرطة الخط الأمامي بشكل روتيني رذاذ الفلفل منذ عام 1997. جعلت دائرة السجون النيوزيلندية رذاذ OC متاحًا للاستخدام في المواقف المعتمدة في عام 2013.
- يُسمح للشرطة العسكرية التابعة لقوات الدفاع النيوزيلندية بحمل رذاذ OC بموجب اتفاقية خاصة نظرًا لطبيعة واجباتهم.
- وسكوفيل تقييم هذه البخاخات لا 500000 (صابر MK9 HVS وحدة) و2،000,000 (صابر، خلية المغفل تسليم الضباب). كان هذا نتيجة للاعتداءات المفرطة على الموظفين ومحاكمة استمرت عامين في عشرة سجون في جميع أنحاء البلاد.[90]

## دعاة الاستخدام المدني البارزون
في يونيو 2002، أدين روب هول المقيم في غرب أستراليا باستخدام عبوة من رذاذ الفلفل لتفريق مشاجرة بين ضيفين في منزله في ميدلاند. على الرغم من الحكم عليه بكفالة حسن السلوك ومنح أمر إدانة مستنفد، استأنف هول إلى المحكمة العليا، وحكمت القاضية كريستين ويلر لصالح هول، وبالتالي إضفاء الشرعية على رذاذ الفلفل في الولاية على أساس كل حالة على حدة لأولئك الذين هم قادرة على اظهار عذر معقول.
في 14 آذار / مارس 2012، دخل شخص «يرتدي ملابس سوداء بما في ذلك وشاح أسود ملفوف حول وجهه» إلى صالة العرض العامة للمجلس التشريعي لنيو ساوث ويلز وأطلق طائرة ورقية في الهواء في شكل التماس إلى وزير الشرطة مايك غالاشر داعيا الحكومة للسماح للمدنيين بحمل رذاذ الفليفلة.

## استخدام ملحوظ من قبل تطبيق القانون
- في جامعة كاليفورنيا، ديفيس في الولايات المتحدة، وقعت حادثة رذاذ الفلفل في جامعة كاليفورنيا في ديفيس في 18 نوفمبر 2011. خلال مظاهرة في الحرم الجامعي، قامت شرطة الجامعة برش الفلفل على مجموعة من المتظاهرين أثناء جلوسهم على طريق. وطالب المتظاهرون بالإفراج عن عدد من الأشخاص الذين اعتقلتهم الشرطة لتوها.
- لا يزال استخدام الشرطة لرذاذ الفلفل كأداة لتفريق الحشود يتلقى انتقادات متزايدة خلال حركة احتجاج Black Lives Matter في عام 2020.

## روابط خارجية
- هل البنادق أكثر فعالية من رذاذ الفلفل في هجوم دب ألاسكا؟.